# 卢瓦尔河畔圣布里松
卢瓦尔河畔圣布里松（法語：Saint-Brisson-sur-Loire，法語發音：[sɛ̃ bʁisɔ̃ syʁ lwaʁ]）是法国卢瓦雷省的一个市镇，位于该省东南部，属于蒙塔日区。

## 地理
卢瓦尔河畔圣布里松（47°38'52"N, 2°40'59"E）面积21.86 平方千米，位于法国中央-卢瓦尔河谷大区卢瓦雷省，该省份为法国中北部省份，北起埃松省，西北接厄尔-卢瓦省，西南接卢瓦-谢尔省，南至涅夫勒省和谢尔省，东临约讷省，东北接塞纳-马恩省。
与卢瓦尔河畔圣布里松接壤的市镇（或旧市镇、城区）包括：卢瓦尔河畔圣菲尔曼、欧特里勒沙泰勒、布里亚尔、日安、奥克尔河畔圣马丹。

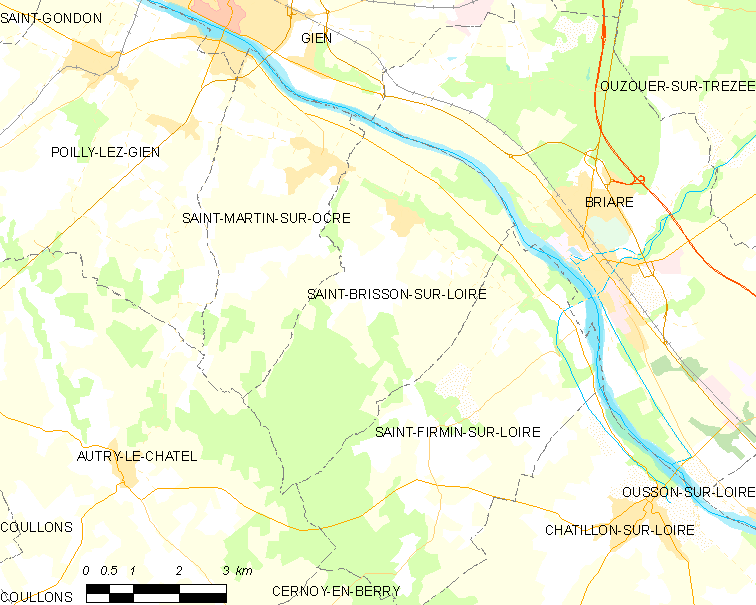
卢瓦尔河畔圣布里松的OSM定位图

卢瓦尔河畔圣布里松的时区为UTC+01:00、UTC+02:00（夏令时）。

## 行政
卢瓦尔河畔圣布里松的邮政编码为45500，INSEE市镇编码为45271。

## 政治
卢瓦尔河畔圣布里松所属的省级选区为卢瓦尔河畔叙利县。

## 人口

1962-2008年间卢瓦尔河畔圣布里松人口变化图示

卢瓦尔河畔圣布里松于2022年1月1日时的人口数量为961人。